# Bronów (Świdnica)
Pour les articles homonymes, voir Bronów.
Bronów (en allemand : Börnchen) est une localité polonaise de la gmina de Dobromierz, située dans le powiat de Świdnica en voïvodie de Basse-Silésie.

## Histoire

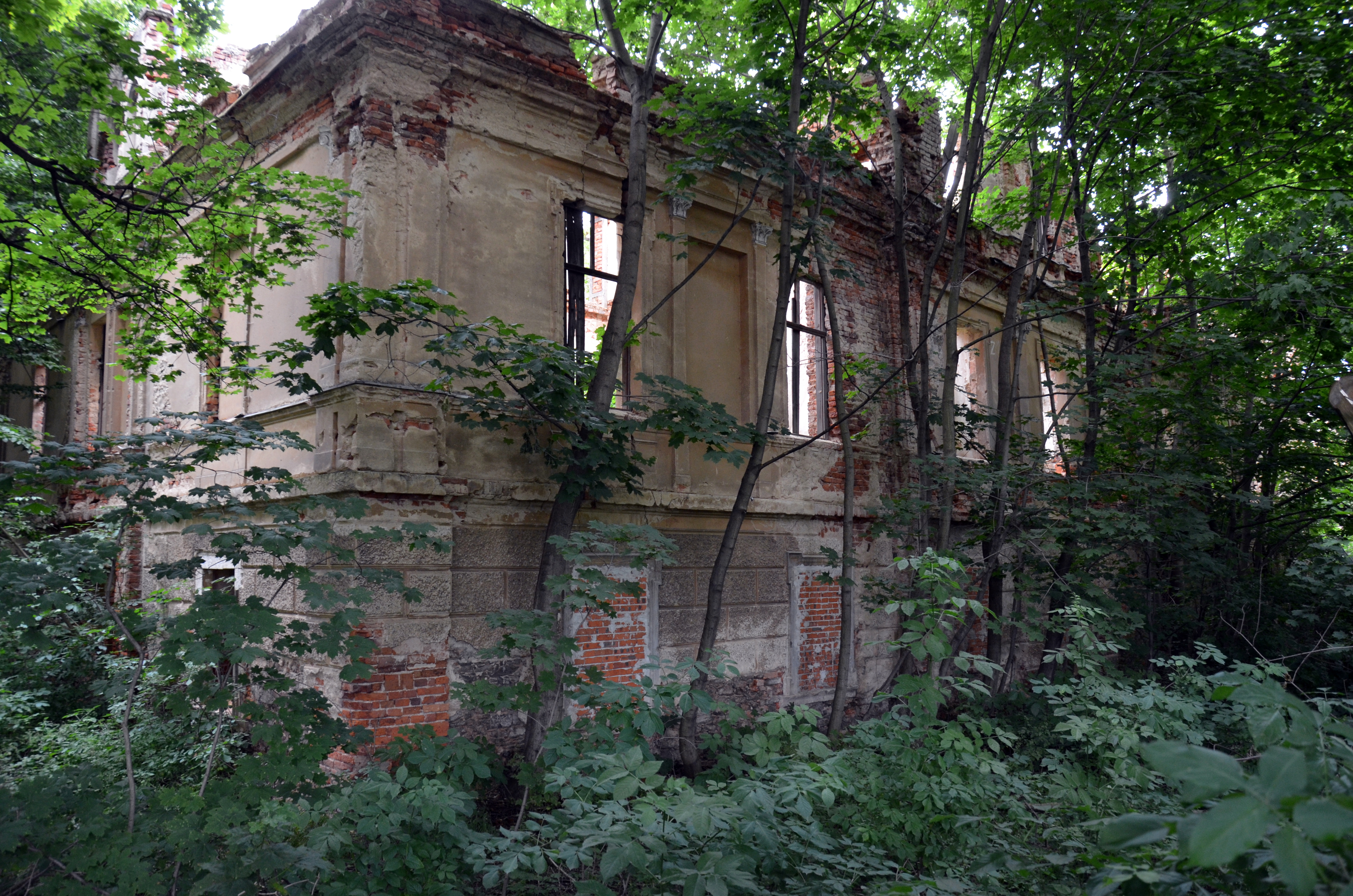
Ruines du château.

Le lieu de Burn, situé dans la région de Basse-Silésie, est mentionné pour la première fois dans un registre du diocèse de Wrocław vers 1305. À ce temps, le village appartenait au duché de Schweidnitz-Jauer.
Le château de Börnchen a été construit dans les années 1660 pour la noble famille von Matuschka. Dès 1756, il appartenait à la famille von Mutius.
Après la première guerre de Silésie, en 1742, la région est annexée par le royaume de Prusse. De 1818 à 1932, Blumerode fait partie de l'arrondissement de Bolkenhain dans le district de Liegnitz au sein de la province de Silésie. Le village fut conquis par l'Armée rouge à la fin de la Seconde Guerre mondiale en 1945 puis rattaché à la république de Pologne. La population germanophone restante était expulsée.